# Fyen Rundt 2024
Fyen Rundt 2024 var den 113. udgave af det danske cykelløb Fyen Rundt. Det 198,1 km lange linjeløb blev kørt den 26. maj 2024 med start og mål i Middelfart. Løbet var arrangeret af Cykling Odense, og var en del af UCI Europe Tour 2024.
Løbet blev vundet af danske Lasse Norman Leth fra Team CO:PLAY-Giant Store.

## Resultater
| \| Samlede stilling \| Samlede stilling \| Samlede stilling \| Samlede stilling \| Samlede stilling \| \| Rytter \| Rytter \| Hold \| Tid \| \| \| ---------------- \| --------------------- \| ------------------------------- \| ---------------- \| ---------------- \| \| 1. \| Lasse Norman Leth \| CO:PLAY-Giant Store \| 4t 36' 34" \| \| \| 2. \| Mads Würtz Schmidt \| Danmark \| + 0" \| \| \| 3. \| Tobias Aagaard Hansen \| BHS-PL Beton Bornholm \| + 1" \| \| \| 4. \| Jelte Krijnsen \| Parkhotel Valkenburg \| + 1" \| \| \| 5. \| Daniel Stampe \| Airtox-Carl Ras \| + 2" \| \| \| 6. \| Jonas Nordal Jakobsen \| CeramicSpeed Herning CK Elite \| + 2" \| \| \| 7. \| Erik Madsen \| Uno-X Mobility Development \| + 3" \| \| \| 8. \| Pelle Køster \| ColoQuick \| + 3" \| \| \| 9. \| Malte Hellerup \| Aalborg-Sparekassen Danmark \| + 5" \| \| \| 10. \| Bjørn Andreassen \| Adventure Cycling UNITY \| + 5" \| \| \| 11. \| Hjalmar Klyver \| IBT-Tripeak \| + 9" \| \| \| 12. \| Patrick Frydkjær \| Lidl-Trek Future Racing \| + 11" \| \| \| 13. \| Simon Bak \| ColoQuick \| + 12" \| \| \| 14. \| Conrad Haugsted \| ColoQuick \| + 14" \| \| \| 15. \| Guillaume Visser \| Diftar Continental Cycling Team \| + 14" \| \| |                       |                                 |            |
| |                       |                                 |            |
| Kilde: ProCyclingStats |                       |                                 |            |
| Samlede stilling |                       |                                 |            |
| Rytter | Rytter                | Hold                            | Tid        |
| 1. | Lasse Norman Leth     | CO:PLAY-Giant Store             | 4t 36' 34" |
| 2. | Mads Würtz Schmidt    | Danmark                         | + 0"       |
| 3. | Tobias Aagaard Hansen | BHS-PL Beton Bornholm           | + 1"       |
| 4. | Jelte Krijnsen        | Parkhotel Valkenburg            | + 1"       |
| 5. | Daniel Stampe         | Airtox-Carl Ras                 | + 2"       |
| 6. | Jonas Nordal Jakobsen | CeramicSpeed Herning CK Elite   | + 2"       |
| 7. | Erik Madsen           | Uno-X Mobility Development      | + 3"       |
| 8. | Pelle Køster          | ColoQuick                       | + 3"       |
| 9. | Malte Hellerup        | Aalborg-Sparekassen Danmark     | + 5"       |
| 10. | Bjørn Andreassen      | Adventure Cycling UNITY         | + 5"       |
| 11. | Hjalmar Klyver        | IBT-Tripeak                     | + 9"       |
| 12. | Patrick Frydkjær      | Lidl-Trek Future Racing         | + 11"      |
| 13. | Simon Bak             | ColoQuick                       | + 12"      |
| 14. | Conrad Haugsted       | ColoQuick                       | + 14"      |
| 15. | Guillaume Visser      | Diftar Continental Cycling Team | + 14"      |

## Hold
| UCI Kontinentalhold (9)- Airtox-Carl Ras - BHS-PL Beton Bornholm - ColoQuick - Diftar Continental Cycling Team - Lillehammer CK Continental Team - Motala AIF Serneke Allebike - Parkhotel Valkenburg - Lidl-Trek Future Racing - Uno-X Mobility Development Team Landshold- Danmark DCU Elite Teams (8)- Aalborg-Sparekassen Danmark - Adventure Cycling UNITY - CO:PLAY-Giant Store - CeramicSpeed Herning CK Elite - Give Elementer - Team Give Steel-2M Cycling Elite - IBT-Tripeak - Willing Able Racing Amatørcykelhold- The Cycling Academy Race Team Regional- og klubhold (7)- Brussels Cycling Team - Cykling Odense - North Cycling - WPGA Amsterdam Racing Academy - Idrettslaget Stjørdals-Blink - Giant Store Assen-NWVG CT - Vejle Cykel Klub |
| |

### Startliste
| Uno-X Mobility Development UXD | Uno-X Mobility Development UXD | Uno-X Mobility Development UXD |
| ------------------------------ | ------------------------------ | ------------------------------ |
| Nr.                            | Rytter                         | Placering                      |
| 1                              | Henrik Breiner Pedersen (DEN)  |                                |
| 2                              | Alfred Grenaae (DEN)           |                                |
| 3                              | Mads Landbo (DEN)              |                                |
| 4                              | Erik Madsen (NOR)              |                                |
| 5                              | Mikal Grimstad Uglehus (NOR)   |                                |
| 6                              | Niklas Larsen (DEN)            |                                |

| Danmark DEN | Danmark DEN           | Danmark DEN |
| ----------- | --------------------- | ----------- |
| Nr.         | Rytter                | Placering   |
| 11          | Mads Würtz Schmidt    |             |
| 12          | Nicklas Amdi Pedersen |             |
| 13          | Mathias Bregnhøj      |             |
| 15          | Julius Johansen       |             |

| Lidl-Trek Future Racing LTF | Lidl-Trek Future Racing LTF | Lidl-Trek Future Racing LTF |
| --------------------------- | --------------------------- | --------------------------- |
| Nr.                         | Rytter                      | Placering                   |
| 21                          | Kristian Egholm (DEN)       |                             |
| 22                          | Patrick Frydkjær (DEN)      |                             |
| 23                          | Matteo Milan (ITA)          |                             |
| 24                          | Martin Pedersen (DEN)       |                             |
| 25                          | Cameron Rogers (AUS)        |                             |
| 26                          | Jakob Söderqvist (SWE)      |                             |

| Giant Store Assen-NWVG CT ___ | Giant Store Assen-NWVG CT ___ | Giant Store Assen-NWVG CT ___ |
| ----------------------------- | ----------------------------- | ----------------------------- |
| Nr.                           | Rytter                        | Placering                     |
| 31                            | Aden Paterson (AUS)           |                               |
| 32                            | Axel Froner (CAN)             |                               |
| 33                            | Adne Koster (NED)             |                               |
| 34                            | Bjorn Koster (NED)            |                               |
| 35                            | Ethan Pauly (CAN)             |                               |
| 36                            | Jasper Plender (NED)          |                               |

| Parkhotel Valkenburg PHV | Parkhotel Valkenburg PHV | Parkhotel Valkenburg PHV |
| ------------------------ | ------------------------ | ------------------------ |
| Nr.                      | Rytter                   | Placering                |
| 41                       | Meindert Weulink (NED)   |                          |
| 42                       | Niek Voogt (NED)         |                          |
| 43                       | Jelte Krijnsen (NED)     |                          |
| 44                       | Lars Hohmann (NED)       |                          |
| 45                       | Mike Schuch (NED)        |                          |

| Idrettslaget Stjørdals-Blink ___ | Idrettslaget Stjørdals-Blink ___ | Idrettslaget Stjørdals-Blink ___ |
| -------------------------------- | -------------------------------- | -------------------------------- |
| Nr.                              | Rytter                           | Placering                        |
| 51                               | Daniel Vold (NOR)                |                                  |
| 52                               | Peder Antoni Gravås (NOR)        |                                  |
| 53                               | Sigve Kattem (NOR)               |                                  |
| 54                               | Jørgen Dragsten (NOR)            |                                  |
| 55                               | Sondre Aarsbog Weiseth (NOR)     |                                  |
| 56                               | Even Lystad Dybwad (NOR)         |                                  |

| Diftar Continental Cycling Team SWY | Diftar Continental Cycling Team SWY | Diftar Continental Cycling Team SWY |
| ----------------------------------- | ----------------------------------- | ----------------------------------- |
| Nr.                                 | Rytter                              | Placering                           |
| 61                                  | Mike Bronswijk (NED)                |                                     |
| 62                                  | Rick Ottema (NED)                   |                                     |
| 63                                  | Marvin Peters (NED)                 |                                     |
| 64                                  | Lars Rouffaer (NED)                 |                                     |
| 65                                  | Guillaume Visser (NED)              |                                     |
| 66                                  | Hugo Kars (NED)                     |                                     |

| The Cycling Academy Race Team ___ | The Cycling Academy Race Team ___ | The Cycling Academy Race Team ___ |
| --------------------------------- | --------------------------------- | --------------------------------- |
| Nr.                               | Rytter                            | Placering                         |
| 71                                | Finn McHenry (IRL)                |                                   |
| 72                                | Callum Reid (GBR)                 |                                   |
| 73                                | Callum Salisbury (GBR)            |                                   |
| 74                                | Aaron King (GBR)                  |                                   |
| 75                                | Craig Paterson (GBR)              |                                   |
| 76                                | Seán Óg Harrigan (IRL)            |                                   |

| WPGA Amsterdam Racing Academy ___ | WPGA Amsterdam Racing Academy ___ | WPGA Amsterdam Racing Academy ___ |
| --------------------------------- | --------------------------------- | --------------------------------- |
| Nr.                               | Rytter                            | Placering                         |
| 81                                | Bas van Belle (NED)               |                                   |
| 82                                | Daan van den Eijnden (NED)        |                                   |
| 83                                | Sven Burger (NED)                 |                                   |
| 84                                | Quinten Veling (NED)              |                                   |
| 85                                | Quinten Veling (NED)              |                                   |
| 86                                | Raphaël Mouton (NED)              |                                   |

| Cykling Odense ___ | Cykling Odense ___       | Cykling Odense ___ |
| ------------------ | ------------------------ | ------------------ |
| Nr.                | Rytter                   | Placering          |
| 91                 | Sebastian Juul           |                    |
| 92                 | Arne Birkemose           |                    |
| 93                 | Robin Juel Skivild (DEN) |                    |
| 94                 | Ian Millennium           |                    |
| 95                 | Frederik Sunke           |                    |
| 96                 | Lucas Kureishi Halfeld   |                    |

| Vejle Cykel Klub ___ | Vejle Cykel Klub ___        | Vejle Cykel Klub ___ |
| -------------------- | --------------------------- | -------------------- |
| Nr.                  | Rytter                      | Placering            |
| 101                  | Morten Gadgaard (DEN)       |                      |
| 102                  | Jacob Christian Vestergaard |                      |
| 103                  | Oliver Mortensen            |                      |
| 104                  | Mads Bak Bjerregaard        |                      |
| 105                  | Casper Kaysen               |                      |
| 106                  | Daniel Brockhoff (DEN)      |                      |

| Motala AIF Serneke Allebike MSA | Motala AIF Serneke Allebike MSA | Motala AIF Serneke Allebike MSA |
| ------------------------------- | ------------------------------- | ------------------------------- |
| Nr.                             | Rytter                          | Placering                       |
| 111                             | Colin Ossiansson (SWE)          |                                 |
| 112                             | Alfred Oldin (SWE)              |                                 |
| 113                             | Niklas Jagerstål (SWE)          |                                 |
| 114                             | Paul Greijus (SWE)              |                                 |
| 115                             | Fredrik Johansson (SWE)         |                                 |
| 116                             | David Larsson (SWE)             |                                 |

| Lillehammer CK Continental Team LCT | Lillehammer CK Continental Team LCT | Lillehammer CK Continental Team LCT |
| ----------------------------------- | ----------------------------------- | ----------------------------------- |
| Nr.                                 | Rytter                              | Placering                           |
| 121                                 | Herman Emil Eriksen (NOR)           |                                     |
| 122                                 | Bruno Bjørnstad Solheim (NOR)       |                                     |
| 123                                 | Georg Rydningen Martinsen (NOR)     |                                     |
| 124                                 | Henrik E. Farstadvoll (NOR)         |                                     |
| 125                                 | Henrik Fjermedal (NOR)              |                                     |
| 126                                 | Sverre Schøyen Stiansen (NOR)       |                                     |

| North Cycling ___ | North Cycling ___          | North Cycling ___ |
| ----------------- | -------------------------- | ----------------- |
| Nr.               | Rytter                     | Placering         |
| 131               | Kristoffer Gullhav (NOR)   |                   |
| 132               | Thomas Eriksen (NOR)       |                   |
| 133               | Ulrik Bjune (NOR)          |                   |
| 134               | Sebastian Veslum (NOR)     |                   |
| 135               | Casper Rønning (NOR)       |                   |
| 136               | Tim Edvard Pettersen (NOR) |                   |

| Brussels Cycling Team ___ | Brussels Cycling Team ___  | Brussels Cycling Team ___ |
| ------------------------- | -------------------------- | ------------------------- |
| Nr.                       | Rytter                     | Placering                 |
| 141                       | Grégoire Lemaire (BEL)     |                           |
| 142                       | Thomas Petit (BEL)         |                           |
| 143                       | Léopold Dallemagne (BEL)   |                           |
| 144                       | Julien Desmarets (BEL)     |                           |
| 145                       | Lucas Reynaers (BEL)       |                           |
| 146                       | Brice Dedeurwaerdere (BEL) |                           |

| Airtox-Carl Ras GSH | Airtox-Carl Ras GSH           | Airtox-Carl Ras GSH |
| ------------------- | ----------------------------- | ------------------- |
| Nr.                 | Rytter                        | Placering           |
| 151                 | Alexander Arnt Hansen (DEN)   |                     |
| 152                 | Gustav Wang (DEN)             |                     |
| 153                 | Frederik Bjørn Sørensen (DEN) |                     |
| 154                 | Daniel Stampe (DEN)           |                     |
| 155                 | Gustav Frederik Dahl (DEN)    |                     |
| 156                 | Stian Rosenlund Richter (DEN) |                     |

| BHS-PL Beton Bornholm BPC | BHS-PL Beton Bornholm BPC     | BHS-PL Beton Bornholm BPC |
| ------------------------- | ----------------------------- | ------------------------- |
| Nr.                       | Rytter                        | Placering                 |
| 161                       | Tobias Aagaard Hansen (DEN)   |                           |
| 162                       | Asger Røjbek Sørensen (DEN)   |                           |
| 163                       | Emil Schandorff Iwersen (DEN) |                           |
| 164                       | Mikkel Øritsland (DEN)        |                           |
| 165                       | Andreas Krogh Jensen          |                           |
| 166                       | Jacob Schebye                 |                           |

| ColoQuick TCQ | ColoQuick TCQ                | ColoQuick TCQ |
| ------------- | ---------------------------- | ------------- |
| Nr.           | Rytter                       | Placering     |
| 171           | Simon Bak (DEN)              |               |
| 172           | Conrad Haugsted (DEN)        |               |
| 173           | Magnus Lorents Nielsen (DEN) |               |
| 174           | Pelle Køster (DEN)           |               |
| 175           | Nikolaj Mengel (DEN)         |               |
| 176           | Joshua Gudnitz (DEN)         |               |

| CeramicSpeed Herning CK Elite ___ | CeramicSpeed Herning CK Elite ___ | CeramicSpeed Herning CK Elite ___ |
| --------------------------------- | --------------------------------- | --------------------------------- |
| Nr.                               | Rytter                            | Placering                         |
| 181                               | Jonas Nordal Jakobsen             |                                   |
| 182                               | Markus Klitgaard Bugge            |                                   |
| 183                               | Gustav Lorenzen (DEN)             |                                   |
| 184                               | Oliver Knudsen (DEN)              |                                   |
| 185                               | Mathias Hedevang Christensen      |                                   |
| 186                               | Oskar Rønn                        |                                   |

| Aalborg-Sparekassen Danmark ___ | Aalborg-Sparekassen Danmark ___ | Aalborg-Sparekassen Danmark ___ |
| ------------------------------- | ------------------------------- | ------------------------------- |
| Nr.                             | Rytter                          | Placering                       |
| 191                             | Alexandru Ionuț Antoniu (ROU)   |                                 |
| 192                             | Jacob Gye Madsen                |                                 |
| 193                             | Jonas Sørensen                  |                                 |
| 194                             | Christian Kornum                |                                 |
| 195                             | Noah Wulff                      |                                 |
| 196                             | Malte Hellerup (DEN)            |                                 |

| CO:PLAY-Giant Store ___ | CO:PLAY-Giant Store ___ | CO:PLAY-Giant Store ___ |
| ----------------------- | ----------------------- | ----------------------- |
| Nr.                     | Rytter                  | Placering               |
| 201                     | Oscar Aakvist Andersen  |                         |
| 202                     | Emil Hyllested          |                         |
| 203                     | Benjamin Hertz (DEN)    |                         |
| 204                     | Magnus Machholdt        |                         |
| 205                     | Lucas Toftemark         |                         |
| 206                     | Lasse Norman Leth (DEN) |                         |

| Team Give Steel-2M Cycling Elite ___ | Team Give Steel-2M Cycling Elite ___   | Team Give Steel-2M Cycling Elite ___ |
| ------------------------------------ | -------------------------------------- | ------------------------------------ |
| Nr.                                  | Rytter                                 | Placering                            |
| 211                                  | Nicklas Lilleskov Falk Rasmussen (DEN) |                                      |
| 212                                  | Felix Fog Holst Larsen                 |                                      |
| 213                                  | Marckus Njor                           |                                      |
| 214                                  | Sebastian Andreasson (DEN)             |                                      |
| 215                                  | Oskar Winkler (DEN)                    |                                      |
| 216                                  | Kasper Jul Øhlenschlæger               |                                      |

| Give Elementer ___ | Give Elementer ___       | Give Elementer ___ |
| ------------------ | ------------------------ | ------------------ |
| Nr.                | Rytter                   | Placering          |
| 221                | Mads Søgaard Mondrup     |                    |
| 222                | Asger Paaske Frederiksen |                    |
| 223                | Karl Lindegaard          |                    |
| 224                | Emil Tønnesen            |                    |
| 225                | Magnus Bächler           |                    |
| 226                | Jacob Degn Fryland       |                    |

| IBT-Tripeak ___ | IBT-Tripeak ___      | IBT-Tripeak ___ |
| --------------- | -------------------- | --------------- |
| Nr.             | Rytter               | Placering       |
| 231             | Hjalmar Klyver (SWE) |                 |
| 232             | August Birk Hundt    |                 |
| 233             | Noah Borgen Morell   |                 |
| 234             | Victor Vad           |                 |
| 235             | Viktor Lychou (SWE)  |                 |
| 236             | Peter Asbjørn Hansen |                 |

| Adventure Cycling UNITY ___ | Adventure Cycling UNITY ___ | Adventure Cycling UNITY ___ |
| --------------------------- | --------------------------- | --------------------------- |
| Nr.                         | Rytter                      | Placering                   |
| 241                         | Bjørn Andreassen (DEN)      |                             |
| 242                         | Tobias Lundberg Dichmann    |                             |
| 243                         | Casper Ingerslev            |                             |
| 244                         | Karl-Erik Rosendahl         |                             |
| 245                         | Torben Benner Lundgaard     |                             |
| 246                         | Elias Johan Asgaard         |                             |

| Willing Able Racing ___ | Willing Able Racing ___ | Willing Able Racing ___ |
| ----------------------- | ----------------------- | ----------------------- |
| Nr.                     | Rytter                  | Placering               |
| 251                     | Jonas Lindberg (DEN)    |                         |
| 252                     | Niels Bech Rasmussen    |                         |
| 253                     | Erik Aagaard            |                         |
| 254                     | Mathias Busk Sælgen     |                         |
| 255                     | Mads Rahbek (DEN)       |                         |
| 256                     | Mikkel Kastrup          |                         |

| Uno-X Mobility Development UXD | Uno-X Mobility Development UXD | Uno-X Mobility Development UXD |
| ------------------------------ | ------------------------------ | ------------------------------ |
| Nr.                            | Rytter                         | Placering                      |
| 1                              | Henrik Breiner Pedersen (DEN)  |                                |
| 2                              | Alfred Grenaae (DEN)           |                                |
| 3                              | Mads Landbo (DEN)              |                                |
| 4                              | Erik Madsen (NOR)              |                                |
| 5                              | Mikal Grimstad Uglehus (NOR)   |                                |
| 6                              | Niklas Larsen (DEN)            |                                |

| Danmark DEN | Danmark DEN           | Danmark DEN |
| ----------- | --------------------- | ----------- |
| Nr.         | Rytter                | Placering   |
| 11          | Mads Würtz Schmidt    |             |
| 12          | Nicklas Amdi Pedersen |             |
| 13          | Mathias Bregnhøj      |             |
| 15          | Julius Johansen       |             |

| Lidl-Trek Future Racing LTF | Lidl-Trek Future Racing LTF | Lidl-Trek Future Racing LTF |
| --------------------------- | --------------------------- | --------------------------- |
| Nr.                         | Rytter                      | Placering                   |
| 21                          | Kristian Egholm (DEN)       |                             |
| 22                          | Patrick Frydkjær (DEN)      |                             |
| 23                          | Matteo Milan (ITA)          |                             |
| 24                          | Martin Pedersen (DEN)       |                             |
| 25                          | Cameron Rogers (AUS)        |                             |
| 26                          | Jakob Söderqvist (SWE)      |                             |

| Giant Store Assen-NWVG CT ___ | Giant Store Assen-NWVG CT ___ | Giant Store Assen-NWVG CT ___ |
| ----------------------------- | ----------------------------- | ----------------------------- |
| Nr.                           | Rytter                        | Placering                     |
| 31                            | Aden Paterson (AUS)           |                               |
| 32                            | Axel Froner (CAN)             |                               |
| 33                            | Adne Koster (NED)             |                               |
| 34                            | Bjorn Koster (NED)            |                               |
| 35                            | Ethan Pauly (CAN)             |                               |
| 36                            | Jasper Plender (NED)          |                               |

| Parkhotel Valkenburg PHV | Parkhotel Valkenburg PHV | Parkhotel Valkenburg PHV |
| ------------------------ | ------------------------ | ------------------------ |
| Nr.                      | Rytter                   | Placering                |
| 41                       | Meindert Weulink (NED)   |                          |
| 42                       | Niek Voogt (NED)         |                          |
| 43                       | Jelte Krijnsen (NED)     |                          |
| 44                       | Lars Hohmann (NED)       |                          |
| 45                       | Mike Schuch (NED)        |                          |

| Idrettslaget Stjørdals-Blink ___ | Idrettslaget Stjørdals-Blink ___ | Idrettslaget Stjørdals-Blink ___ |
| -------------------------------- | -------------------------------- | -------------------------------- |
| Nr.                              | Rytter                           | Placering                        |
| 51                               | Daniel Vold (NOR)                |                                  |
| 52                               | Peder Antoni Gravås (NOR)        |                                  |
| 53                               | Sigve Kattem (NOR)               |                                  |
| 54                               | Jørgen Dragsten (NOR)            |                                  |
| 55                               | Sondre Aarsbog Weiseth (NOR)     |                                  |
| 56                               | Even Lystad Dybwad (NOR)         |                                  |

| Diftar Continental Cycling Team SWY | Diftar Continental Cycling Team SWY | Diftar Continental Cycling Team SWY |
| ----------------------------------- | ----------------------------------- | ----------------------------------- |
| Nr.                                 | Rytter                              | Placering                           |
| 61                                  | Mike Bronswijk (NED)                |                                     |
| 62                                  | Rick Ottema (NED)                   |                                     |
| 63                                  | Marvin Peters (NED)                 |                                     |
| 64                                  | Lars Rouffaer (NED)                 |                                     |
| 65                                  | Guillaume Visser (NED)              |                                     |
| 66                                  | Hugo Kars (NED)                     |                                     |

| The Cycling Academy Race Team ___ | The Cycling Academy Race Team ___ | The Cycling Academy Race Team ___ |
| --------------------------------- | --------------------------------- | --------------------------------- |
| Nr.                               | Rytter                            | Placering                         |
| 71                                | Finn McHenry (IRL)                |                                   |
| 72                                | Callum Reid (GBR)                 |                                   |
| 73                                | Callum Salisbury (GBR)            |                                   |
| 74                                | Aaron King (GBR)                  |                                   |
| 75                                | Craig Paterson (GBR)              |                                   |
| 76                                | Seán Óg Harrigan (IRL)            |                                   |

| WPGA Amsterdam Racing Academy ___ | WPGA Amsterdam Racing Academy ___ | WPGA Amsterdam Racing Academy ___ |
| --------------------------------- | --------------------------------- | --------------------------------- |
| Nr.                               | Rytter                            | Placering                         |
| 81                                | Bas van Belle (NED)               |                                   |
| 82                                | Daan van den Eijnden (NED)        |                                   |
| 83                                | Sven Burger (NED)                 |                                   |
| 84                                | Quinten Veling (NED)              |                                   |
| 85                                | Quinten Veling (NED)              |                                   |
| 86                                | Raphaël Mouton (NED)              |                                   |

| Cykling Odense ___ | Cykling Odense ___       | Cykling Odense ___ |
| ------------------ | ------------------------ | ------------------ |
| Nr.                | Rytter                   | Placering          |
| 91                 | Sebastian Juul           |                    |
| 92                 | Arne Birkemose           |                    |
| 93                 | Robin Juel Skivild (DEN) |                    |
| 94                 | Ian Millennium           |                    |
| 95                 | Frederik Sunke           |                    |
| 96                 | Lucas Kureishi Halfeld   |                    |

| Vejle Cykel Klub ___ | Vejle Cykel Klub ___        | Vejle Cykel Klub ___ |
| -------------------- | --------------------------- | -------------------- |
| Nr.                  | Rytter                      | Placering            |
| 101                  | Morten Gadgaard (DEN)       |                      |
| 102                  | Jacob Christian Vestergaard |                      |
| 103                  | Oliver Mortensen            |                      |
| 104                  | Mads Bak Bjerregaard        |                      |
| 105                  | Casper Kaysen               |                      |
| 106                  | Daniel Brockhoff (DEN)      |                      |

| Motala AIF Serneke Allebike MSA | Motala AIF Serneke Allebike MSA | Motala AIF Serneke Allebike MSA |
| ------------------------------- | ------------------------------- | ------------------------------- |
| Nr.                             | Rytter                          | Placering                       |
| 111                             | Colin Ossiansson (SWE)          |                                 |
| 112                             | Alfred Oldin (SWE)              |                                 |
| 113                             | Niklas Jagerstål (SWE)          |                                 |
| 114                             | Paul Greijus (SWE)              |                                 |
| 115                             | Fredrik Johansson (SWE)         |                                 |
| 116                             | David Larsson (SWE)             |                                 |

| Lillehammer CK Continental Team LCT | Lillehammer CK Continental Team LCT | Lillehammer CK Continental Team LCT |
| ----------------------------------- | ----------------------------------- | ----------------------------------- |
| Nr.                                 | Rytter                              | Placering                           |
| 121                                 | Herman Emil Eriksen (NOR)           |                                     |
| 122                                 | Bruno Bjørnstad Solheim (NOR)       |                                     |
| 123                                 | Georg Rydningen Martinsen (NOR)     |                                     |
| 124                                 | Henrik E. Farstadvoll (NOR)         |                                     |
| 125                                 | Henrik Fjermedal (NOR)              |                                     |
| 126                                 | Sverre Schøyen Stiansen (NOR)       |                                     |

| North Cycling ___ | North Cycling ___          | North Cycling ___ |
| ----------------- | -------------------------- | ----------------- |
| Nr.               | Rytter                     | Placering         |
| 131               | Kristoffer Gullhav (NOR)   |                   |
| 132               | Thomas Eriksen (NOR)       |                   |
| 133               | Ulrik Bjune (NOR)          |                   |
| 134               | Sebastian Veslum (NOR)     |                   |
| 135               | Casper Rønning (NOR)       |                   |
| 136               | Tim Edvard Pettersen (NOR) |                   |

| Brussels Cycling Team ___ | Brussels Cycling Team ___  | Brussels Cycling Team ___ |
| ------------------------- | -------------------------- | ------------------------- |
| Nr.                       | Rytter                     | Placering                 |
| 141                       | Grégoire Lemaire (BEL)     |                           |
| 142                       | Thomas Petit (BEL)         |                           |
| 143                       | Léopold Dallemagne (BEL)   |                           |
| 144                       | Julien Desmarets (BEL)     |                           |
| 145                       | Lucas Reynaers (BEL)       |                           |
| 146                       | Brice Dedeurwaerdere (BEL) |                           |

| Airtox-Carl Ras GSH | Airtox-Carl Ras GSH           | Airtox-Carl Ras GSH |
| ------------------- | ----------------------------- | ------------------- |
| Nr.                 | Rytter                        | Placering           |
| 151                 | Alexander Arnt Hansen (DEN)   |                     |
| 152                 | Gustav Wang (DEN)             |                     |
| 153                 | Frederik Bjørn Sørensen (DEN) |                     |
| 154                 | Daniel Stampe (DEN)           |                     |
| 155                 | Gustav Frederik Dahl (DEN)    |                     |
| 156                 | Stian Rosenlund Richter (DEN) |                     |

| BHS-PL Beton Bornholm BPC | BHS-PL Beton Bornholm BPC     | BHS-PL Beton Bornholm BPC |
| ------------------------- | ----------------------------- | ------------------------- |
| Nr.                       | Rytter                        | Placering                 |
| 161                       | Tobias Aagaard Hansen (DEN)   |                           |
| 162                       | Asger Røjbek Sørensen (DEN)   |                           |
| 163                       | Emil Schandorff Iwersen (DEN) |                           |
| 164                       | Mikkel Øritsland (DEN)        |                           |
| 165                       | Andreas Krogh Jensen          |                           |
| 166                       | Jacob Schebye                 |                           |

| ColoQuick TCQ | ColoQuick TCQ                | ColoQuick TCQ |
| ------------- | ---------------------------- | ------------- |
| Nr.           | Rytter                       | Placering     |
| 171           | Simon Bak (DEN)              |               |
| 172           | Conrad Haugsted (DEN)        |               |
| 173           | Magnus Lorents Nielsen (DEN) |               |
| 174           | Pelle Køster (DEN)           |               |
| 175           | Nikolaj Mengel (DEN)         |               |
| 176           | Joshua Gudnitz (DEN)         |               |

| CeramicSpeed Herning CK Elite ___ | CeramicSpeed Herning CK Elite ___ | CeramicSpeed Herning CK Elite ___ |
| --------------------------------- | --------------------------------- | --------------------------------- |
| Nr.                               | Rytter                            | Placering                         |
| 181                               | Jonas Nordal Jakobsen             |                                   |
| 182                               | Markus Klitgaard Bugge            |                                   |
| 183                               | Gustav Lorenzen (DEN)             |                                   |
| 184                               | Oliver Knudsen (DEN)              |                                   |
| 185                               | Mathias Hedevang Christensen      |                                   |
| 186                               | Oskar Rønn                        |                                   |

| Aalborg-Sparekassen Danmark ___ | Aalborg-Sparekassen Danmark ___ | Aalborg-Sparekassen Danmark ___ |
| ------------------------------- | ------------------------------- | ------------------------------- |
| Nr.                             | Rytter                          | Placering                       |
| 191                             | Alexandru Ionuț Antoniu (ROU)   |                                 |
| 192                             | Jacob Gye Madsen                |                                 |
| 193                             | Jonas Sørensen                  |                                 |
| 194                             | Christian Kornum                |                                 |
| 195                             | Noah Wulff                      |                                 |
| 196                             | Malte Hellerup (DEN)            |                                 |

| CO:PLAY-Giant Store ___ | CO:PLAY-Giant Store ___ | CO:PLAY-Giant Store ___ |
| ----------------------- | ----------------------- | ----------------------- |
| Nr.                     | Rytter                  | Placering               |
| 201                     | Oscar Aakvist Andersen  |                         |
| 202                     | Emil Hyllested          |                         |
| 203                     | Benjamin Hertz (DEN)    |                         |
| 204                     | Magnus Machholdt        |                         |
| 205                     | Lucas Toftemark         |                         |
| 206                     | Lasse Norman Leth (DEN) |                         |

| Team Give Steel-2M Cycling Elite ___ | Team Give Steel-2M Cycling Elite ___   | Team Give Steel-2M Cycling Elite ___ |
| ------------------------------------ | -------------------------------------- | ------------------------------------ |
| Nr.                                  | Rytter                                 | Placering                            |
| 211                                  | Nicklas Lilleskov Falk Rasmussen (DEN) |                                      |
| 212                                  | Felix Fog Holst Larsen                 |                                      |
| 213                                  | Marckus Njor                           |                                      |
| 214                                  | Sebastian Andreasson (DEN)             |                                      |
| 215                                  | Oskar Winkler (DEN)                    |                                      |
| 216                                  | Kasper Jul Øhlenschlæger               |                                      |

| Give Elementer ___ | Give Elementer ___       | Give Elementer ___ |
| ------------------ | ------------------------ | ------------------ |
| Nr.                | Rytter                   | Placering          |
| 221                | Mads Søgaard Mondrup     |                    |
| 222                | Asger Paaske Frederiksen |                    |
| 223                | Karl Lindegaard          |                    |
| 224                | Emil Tønnesen            |                    |
| 225                | Magnus Bächler           |                    |
| 226                | Jacob Degn Fryland       |                    |

| IBT-Tripeak ___ | IBT-Tripeak ___      | IBT-Tripeak ___ |
| --------------- | -------------------- | --------------- |
| Nr.             | Rytter               | Placering       |
| 231             | Hjalmar Klyver (SWE) |                 |
| 232             | August Birk Hundt    |                 |
| 233             | Noah Borgen Morell   |                 |
| 234             | Victor Vad           |                 |
| 235             | Viktor Lychou (SWE)  |                 |
| 236             | Peter Asbjørn Hansen |                 |

| Adventure Cycling UNITY ___ | Adventure Cycling UNITY ___ | Adventure Cycling UNITY ___ |
| --------------------------- | --------------------------- | --------------------------- |
| Nr.                         | Rytter                      | Placering                   |
| 241                         | Bjørn Andreassen (DEN)      |                             |
| 242                         | Tobias Lundberg Dichmann    |                             |
| 243                         | Casper Ingerslev            |                             |
| 244                         | Karl-Erik Rosendahl         |                             |
| 245                         | Torben Benner Lundgaard     |                             |
| 246                         | Elias Johan Asgaard         |                             |

| Willing Able Racing ___ | Willing Able Racing ___ | Willing Able Racing ___ |
| ----------------------- | ----------------------- | ----------------------- |
| Nr.                     | Rytter                  | Placering               |
| 251                     | Jonas Lindberg (DEN)    |                         |
| 252                     | Niels Bech Rasmussen    |                         |
| 253                     | Erik Aagaard            |                         |
| 254                     | Mathias Busk Sælgen     |                         |
| 255                     | Mads Rahbek (DEN)       |                         |
| 256                     | Mikkel Kastrup          |                         |